# Відкритий чемпіонат США з тенісу 1984
Відкритий чемпіонат США з тенісу 1984 проходив з 28 серпня по 9 вересня 1984 року на відкртих кортах Тенісного центру імені Біллі Джин Кінг у парку Флашинг-Медоуз у районі Нью-Йорка Квінз. Це був третій турнір Великого шолома календарного року. 

## Огляд подій та досягнень
У чоловіків минулорічний чемпіон Джиммі Коннорс поступився в півфіналі. Переможець турніру, Джон Макінрой, став чемпіоном США вчетверте. Загалом, враховуючи парні змагання й мікст, Макінрой довів число своїх перемог в турнірах Великого шолома до 15-ти, а на чемпіонаті США до семи.
У жінок Мартіна Навратілова захистила титул. Вона стала чемпіонкою США в одиночному розряді вчетверте й виграла шостий турнір Великого шолома поспіль. Враховуючи перемогу в парному розряді разом із Пем Шрайвер, число перемог Навратілової в турнірах Великого шолома зросло до 29-ти.

## Результати фінальних матчів

### Дорослі
| Одиночний розряд. Чоловіки      |                                 |                    |
| Джон Макінрой                   | Іван Лендл                      | 6–3, 6–4, 6–1      |
|                                 |                                 |                    |
| Одиночний розряд. Жінки         |                                 |                    |
| Мартіна Навратілова             | Кріс Еверт-Ллойд                | 4–6, 6–4, 6–4      |
|                                 |                                 |                    |
| Парний розряд. Чоловіки         |                                 |                    |
| Джон Фіцджеральд Томаш Шмід     | Стефан Едберг Андерс Яррід      | 7–6(7–5), 6–3, 6–3 |
|                                 |                                 |                    |
| Парний розряд. Жінки            |                                 |                    |
| Мартіна Навратілова Пем Шрайвер | Енн Гоббз Венді Тернбулл        | 6–2, 6–4           |
|                                 |                                 |                    |
| Мікст                           |                                 |                    |
| Мануела Малеєва Том Галліксон   | Елізабет Сеєрс Джон Фіцджеральд | 2–6, 7–5, 6–4      |
|                                 |                                 |                    |

### Юніори
| Одиночний розряд. Хлопці           |                                |               |
| Марк Кратцманн                     | Борис Бекер                    | 6–3, 7–6      |
|                                    |                                |               |
| Одиночний розряд. Дівчата          |                                |               |
| Катеріна Малєєва                   | Нюрка Содюп                    | 6–1, 6–2      |
|                                    |                                |               |
| Парний розряд. Хлопці              |                                |               |
| Леонардо Лавалль Михня-Йон Нестасе | Агустін Морено Хайме Ісага     | 7–6, 1–6, 6–1 |
|                                    |                                |               |
| Парний розряд. Дівчата             |                                |               |
| Мерседес Пас Габріела Сабатіні     | Стефані Лондон Кеммі Макгрегор | 6–4, 3–6, 6–2 |
|                                    |                                |               |